# 氷の微笑2
『氷の微笑2』（こおりのびしょう2、Basic Instinct 2）は、2006年のアメリカ合衆国とイギリスとドイツの合作によるサスペンス映画。
監督はマイケル・ケイトン＝ジョーンズ、出演はシャロン・ストーンとデヴィッド・モリッシーなど。
1992年の映画『氷の微笑』の続編。
アメリカ合衆国では2006年3月31日に1453館で公開され、週末興行成績で初登場10位になった。日本では同年11月11日に銀座シネパトスほかにて公開された。
前作で主演したマイケル・ダグラスをはじめ、アレック・ボールドウィン、カート・ラッセルに相次いで出演を拒否された。
第27回（2006年度）ゴールデンラズベリー賞にて7部門にノミネートされ、そのうち最低作品・最低主演女優・最低脚本・最低前編続編の4部門で受賞した。
ちなみに制作費7000万ドルのうち、1400万ドルはシャロン・ストーンへのギャラが占めている。

## ストーリー
夜のロンドンをスポーツカーが疾走し、テムズ川に転落する。小説家のキャサリンは脱出して助かったが、同乗していたセックスフレンドの有名サッカー選手は溺れ死ぬ。車内から危険な薬物が見つかったために、選手の死因が疑われ、キャサリンは裁判にかけられることになる。
担当刑事のウォッシュバーンは、友人の精神科医マイケルにキャサリンの精神鑑定を依頼する。過激な犯罪小説で人気のキャサリンには、アメリカで殺人の嫌疑をかけられた過去があったのである。証拠不十分で釈放されたキャサリンはマイケルに興味を持ち、自分の精神分析を依頼する。
言葉巧みに他人を操るキャサリンは、たちまちマイケルの関係者たちと親しくなっていく。周囲で次々と殺人事件が起こり、マイケルは犯人はキャサリンだと断定する。しかし、マイケルはセクシーなキャサリンと関係を持ってしまう。マイケルと2人きりの時には平然と殺人を告白するキャサリンだが、その言葉が真実だとは限らない。小説家らしい架空の話かも知れないのである。
ウォッシュバーン刑事が汚職警官である事実を知るマイケルは、7年前に精神鑑定で大失態を演じており、それが人生の汚点になっていた。しかし、その失態も「ウォッシュバーンによるねつ造」だと話すキャサリンに翻弄され続け、混乱したマイケルはついにウォッシュバーンを射殺してしまう。
精神病院に送られたマイケルに、キャサリンは新作の小説を贈りに訪ねてくる。小説の中では、一連の殺人事件の犯人は「マイケルがモデルの分析医」とされていた。その可能性もあるが、果たしてそれは真実なのか、それとも緻密に組み立てられた架空の話なのかは明らかにならないまま物語は終わる。

## キャスト
| 役名                       | 俳優                       | 日本語吹き替え                        |
| -------------------------- | -------------------------- | ------------------------------------- |
| キャサリン・トラメル       | シャロン・ストーン         | 勝生真沙子                            |
| マイケル・グラス           | デヴィッド・モリッシー     | 堀内賢雄                              |
| ミレーナ・ガードッシュ     | シャーロット・ランプリング | 沢田敏子                              |
| ロイ・ウォッシュバーン刑事 | デヴィッド・シューリス     | 安原義人                              |
| アダム・タワーズ           | ヒュー・ダンシー           | 神奈延年                              |
| ミシェル・ブロードリン     | フローラ・モンゴメリー     | 日野由利加                            |
| デニース・グラス           | インディラ・ヴァルマ       | 山像かおり                            |
| ジェイコブ・ゲルスト教授   | ヒースコート・ウィリアムズ | 秋元羊介                              |
| ヘンリー・ローズ弁護士     | テレンス・ハーヴェイ       | 荒川太郎                              |
| 検察官                     | エレン・トーマス           | 魏涼子                                |
| ケヴィン・フランクス       | スタン・コリモア           | 西凜太朗                              |
| その他                     | N/A                        | 杉山大、里見圭一郎 加納千秋、寺門真希 |
| 日本語版制作スタッフ       |                            |                                       |
| 演出                       | 演出                       | 市来満                                |
| 字幕翻訳                   | 字幕翻訳                   | 小寺陽子                              |
| 吹替翻訳                   | 吹替翻訳                   | 日笠千晶                              |
| 調整                       | 調整                       | 堀内唯史                              |
| 制作                       | 制作                       | ニュージャパンフィルム                |

## 作品の評価
Rotten Tomatoesによれば、批評家の一致した見解は「前作のサスペンスと刺激には及んでいない『氷の微笑2』は、プロットがあまりにバカバカしく予測可能で『くだらな過ぎて笑える』境地に達している。」であり、155件の評論のうち高評価は6%にあたる10件で、平均して10点満点中3.30点を得ている。
Metacriticによれば、33件の評論のうち、高評価は2件、賛否混在は9件、低評価は22件で、平均して100点満点中26点を得ている。